# Eureka Tower
Eureka Tower – apartamentowiec znajdujący się w centrum Melbourne w Australii. Budowa rozpoczęła się w 2001 roku, a fasadę ukończono 1 czerwca 2006 roku. Konstrukcja wznosi się na 297 metrów i 20 centymetrów nad ziemię (300 metrów nad poziom morza). Budynek ma 91 pięter i jeden poziom podziemny. Na ostatnim piętrze ma się znajdować klub nocny i taras widokowy.
Eureka Tower jest drugim co do wysokości budynkiem na półkuli południowej oraz drugim co do wysokości budynkiem mieszkalnym na świecie (po Q1 Tower w Gold Coast). Mierząc wysokość tylko do dachu, jest najwyższa.
Eureka Tower została zaprojektowana przez firmę architektoniczną z Melbourne Fender Katsalidis Australia a zbudowana przez firmę Grocon (Grollo Australia). Właściciele apartamentów i ich lokatorzy nabyli swoje mieszkania w tym budynku między poziomem ulicy a 80 piętrem w lipcu 2006 roku. W wieżowcu znajduje się 560 apartamentów.